# Między nami, kuzynami
Między nami, kuzynami (ang. Cousins for Life, 2018-2019) – amerykański serial komediowy stworzony przez Kevina Kopelowa i Heatha Seiferta, wyprodukowany przez wytwórnie Kevin & Heath Productions i Nickelodeon Productions.
Premiera serialu odbyła się 24 listopada 2018 na amerykańskim Nickelodeon. W Polsce serial zadebiutował 20 maja 2019 na antenie Nickelodeon Polska.

## Fabuła
Serial opisuje historię dwóch dwunastoletnich kuzynów – Ivy i Stuarta, którzy pochodzą z różnych środowisk. Kiedy mama Stuarta postanawia wyjechać za granicę, jego ojciec Clark musi przenieść się z rodziną do domu brata Lewisa w Portland. Nastolatkowie są zmuszeni zamieszkać pod jednym dachem.

## Bohaterowie

### Główni
- Ivy (Scarlet Spencer) – kuzynka Stuarta, siostra Leafa, siostrzenica Clarka oraz córka Lewisa.
- Stuart (Dallas Dupree Young) – kuzyn Ivy i Leafa, sąsiad Lewisa oraz syn Clarka.
- Leaf (Micah Abbey) – brat Ivy, syn Lewisa, sąsiad Clarka oraz kuzyn Stuarta.
- Lewis (Ron G) – ojciec Ivy i Leafa, brat Clarka oraz wujek Stuarta.
- Clark (Ishmel Sahid) – ojciec Stuarta, brat Lewisa oraz wujek Ivy i Leafa.

### Drugoplanowi
- Gemma (Jolie Hoang-Rappaport) – przyjaciółka Ivy.

## Wersja polska
Wersja polska: na zlecenie Nickelodeon Polska – Master Film

Reżyseria: Elżbieta Jędrzejewska

Wystąpili:
- Antonina Żbikowska – Ivy
- Antoni Scardina – Stuart
- Jakub Strach – Leaf
- Kamil Pruban – Lewis
- Jan Aleksandrowicz-Krasko – Clark
- Karolina Bacia – Gemma (odc. 2-3, 8, 10, 13)
- Jan Szydłowski – Marlowe (odc. 2, 17)
- Brygida Turowska –
  - DJ Young (odc. 3),
  - Liz, mama Stuarta (odc. 4, 15)
- Barbara Kałużna – Charlotte, mama Ivy i Leafa (odc. 4, 15, 20)
- Janusz Wituch – Del (odc. 4, 18)
- Agnieszka Kunikowska – Beth (odc. 5)
- Zofia Modej – Millie (odc. 8-9, 17)
- Jakub Wieczorek –
  - Rodney (odc. 9),
  - Sędzia Świr (odc. 10)
- Barbara Garstka – Lady L (odc. 10)
- Elżbieta Kijowska – Sędzia Vincent (odc. 10)
- Natalia Jankiewicz – Annie LeBlanc (odc. 11)
- Maja Kwiatkowska – Kheris Rogers (odc. 11)
- Justyna Bojczuk – Marigold (odc. 12)
- Bartosz Wesołowski –
  - kurier (odc. 14),
  - Cody Cooper (odc. 17)
- Jarosław Domin – reżyser przedstawienia (odc. 16)

i inni
Lektor: Damian Kulec

## Odcinki

### Seria 1 (2018-19)
| Nr | Tytuł                            | Tytuł polski           | Reżyseria          | Scenariusz                      | Premiera          | Premiera w Polsce   | Kod |
| -- | -------------------------------- | ---------------------- | ------------------ | ------------------------------- | ----------------- | ------------------- | --- |
| 1  | Movin’ In                        | Przeprowadzka          | Jonathan Judge     | Heath Seifert i Kevin Kopelow   | 24 listopada 2018 | 20 maja 2019        | 101 |
| 2  | Space Invader                    | Partypsuja             | Jonathan Judge     | Heath Seifert i Kevin Kopelow   | 5 stycznia 2019   | 21 maja 2019        | 102 |
| 3  | Scammer Time                     | Naciągana historia     | Katy Garretson     | Rachel McNevin                  | 12 stycznia 2019  | 23 maja 2019        | 104 |
| 4  | Hot Dog Day Afternoon            | Kłopot z Parówą        | Katy Garretson     | Jim Hope i Loni Steele Sosthand | 19 stycznia 2019  | 24 maja 2019        | 105 |
| 5  | This Little Piggy Went to Market | Świnka idzie na zakupy | Eric Dean Seaton   | Wayne Conley                    | 26 stycznia 2019  | 29 maja 2019        | 108 |
| 6  | The Fearsome Foursome            | Przerażona Czwórka     | Robbie Countryman  | Jeny Quine                      | 2 lutego 2019     | 31 maja 2019        | 112 |
| 7  | Super Ivy                        | Super Ivy              | Jody Margolin Hahn | Rachel McNevin                  | 16 lutego 2019    | 30 maja 2019        | 111 |
| 8  | Art-Thur                         | Sztuka mięsa           | Trevor Kirschner   | Heath Seifert i Kevin Kopelow   | 23 lutego 2019    | 9 listopada 2019    | 113 |
| 9  | A Farewell to Arthur?            | Żegnaj Arturze!        | Brian Stepanek     | Shawnté McCall                  | 2 marca 2019      | 16 listopada 2019   | 115 |
| 10 | Clothes Call                     | Ofiara mody            | Robbie Countryman  | Vincent Brown                   | 9 marca 2019      | 27 maja 2019        | 106 |
| 11 | Those Medal-ing Kids!            | Dzieciaki na medal!    | Jonathan Judge     | Kuamel Stewart                  | 16 marca 2019     | 5 października 2019 | 118 |
| 12 | Green Girl Returns               | Green Girl powraca     | Trevor Kirschner   | Loni Steele Sosthand i Jim Hope | 30 marca 2019     | 11 sierpnia 2019    | 114 |
| 13 | Cousins Day                      | Dzień kuzyna           | Jody Margolin Hahn | Kuamel Stewart                  | 6 kwietnia 2019   | 17 listopada 2019   | 116 |
| 14 | Eyes on the Prize                | Nagroda główna         | Robbie Countryman  | Jeny Quine                      | 13 kwietnia 2019  | 28 maja 2019        | 107 |
| 15 | Operation: Mom                   | Operacja: Mama         | Jonathan Judge     | Kevin Kopelow i Heath Seifert   | 20 kwietnia 2019  | 23 listopada 2019   | 117 |
| 16 | Trapped for Life                 | Uwięzieni              | Robbie Countryman  | Rachel McNevin                  | 27 kwietnia 2019  | 1 grudnia 2019      | 120 |
| 17 | IvyScares                        | Kto straszy?           | Jonathan Judge     | Steve Freeman                   | 4 maja 2019       | 22 maja 2019        | 103 |
| 18 | Service for the Service          | Samoobsługa            | Adam Weissman      | Kevin Kopelow i Heath Seifert   | 11 maja 2019      | 26 lipca 2019       | 109 |
| 19 | Blending a Hand                  | Pomocna dłoń           | Robbie Countryman  | Steve Freeman                   | 1 czerwca 2019    | 6 października 2019 | 119 |
| 20 | Stain-cation                     | Śmierdząca sprawa      | Jody Margolin Hahn | Steve Freeman                   | 8 czerwca 2019    | 26 lipca 2019       | 110 |